# Церово (област Благоевград)
Вижте пояснителната страница за други значения на Церово.
Цѐрово е село в Югозападна България. То се намира в община Благоевград, област Благоевград.

## География
Село Церово се намира в планински район.

## История
В 1891 година Георги Стрезов пише за селото:
| „ | Церово, по същата посока, на 3 часа път; поминък и природа същата, както в Осеново. 60 къщи християни. | “ |

След Междусъюзническата война в 1913 година Церово остава в България и част от помашкото население на селото се изселва. Според Димитър Гаджанов в 1916 година в Церово няма никакви помашки семейства.
На 11 септември 2011 година се направи първата копка на първата черква в Церово „Свети Пантелеймон“.

## Население
Съгласно статистиката на Васил Кънчов („Македония. Етнография и статистика“) към 1900 година селото брои 712 души, от които 700 българи-мохамедани и 12 цигани.
Численост на населението според преброяванията през годините:
| \| Година на преброяване \| Численост \| \| --------------------- \| --------- \| \| 1934 \| 396 \| \| 1946 \| 340 \| \| 1956 \| 359 \| \| 1965 \| 299 \| \| 1975 \| 351 \| \| 1985 \| 557 \| \| 1992 \| 632 \| \| 2001 \| 659 \| \| 2011 \| 657 \| |           |
| Година на преброяване | Численост |
| 1934 | 396       |
| 1946 | 340       |
| 1956 | 359       |
| 1965 | 299       |
| 1975 | 351       |
| 1985 | 557       |
| 1992 | 632       |
| 2001 | 659       |
| 2011 | 657       |

### Етнически състав
Преброяване на населението през 2011 г.
Численост и дял на етническите групи според преброяването на населението през 2011 г.:
|                     | Численост | Дял (в %) |
| Общо                | 657       | 100.00    |
| Българи             | 515       | 78.38     |
| Турци               |           |           |
| Цигани              | 0         | 0.00      |
| Други               | 0         | 0.00      |
| Не се самоопределят |           |           |
| Неотговорили        | 139       | 21.15     |

## Културни и природни забележителности
Край махалата Долно Церово, разположена на река Струма, са запазени развалините на средновековната Церовска крепост.

## Редовни събития
На 1 юни е съборът на селото.